# Brasema cleri
Brasema cleri is een vliesvleugelig insect uit de familie Eupelmidae. De wetenschappelijke naam is voor het eerst geldig gepubliceerd in 1894 door Ashmead.